# Von Ungern-Sternberg
von Ungern-Sternberg är en balttysk adelsätt, med grenar i såväl svensk som finsk och rysk adel. I Sverige hade ätten friherrlig rang, med nummer 54, i Sverige är den dock utgången.

## Historik
Som ättens stamfader räknas numera Joannes dictus de Ungaria (1200-talet), som var från Ungern, och som levde i Livland. Förr uppgavs att ätten härstammade från Stanislaus von Sternberg och dennes hustru Sidonia von Waldstein, båda i Mähren, vilkas son Jaroslaus slog tartarerna i Olomouc och som byggde slottet Sternberg i Mähren. Denna härledning har vederlagts av modern forskning, dock inte ättens medeltida frälseskap.
Släktgrenar tillhörde adeln i Ryssland, Estland, Livland, Kurland och på Ösel, samt erhöll tysk-romersk riksfriherrlig värdighet. Släktmedlemmar bor företrädesvis i Tyskland, samt även i Brasilien, Chile, Finland, Frankrike, Kanada och USA.

## Den svenska ätten
Ätten inkom till Sverige med kusinerna Wollmar, Otto och Reinhold von Ungern-Sternberg, vilka 1653 naturaliserades som svenska friherrar och introducerades 1660 på nummer 54. Reinhold von Ungern-Sternbergs gren var genast utgången i Sverige. Otto von Ungern-Sternberg fick en dotter, Magdalena, som blev en av stammödrarna till ätterna von Rosen.
Wollmar von Ungern-Sternberg till Idel och Vogelsang var son till Wollmar von Ungern-Sternberg och Margareta Liwe, och var ståthållare på slottet i Riga. Hans hustru var Sophia von Yxkull-Gyllenband, systern till de båda baronerna von Yxkull-Gyllenband. Deras dotter Anna Sophia blev stammoder till den svenska ätten Staël von Holstein och gifte om sig med greve von Fersen. Hennes syster Helena gifte sig von Mengden. Ätten fortlevde på svärdssidan med Nils Alexander von Ungern-Sternberg som var generallöjtnant och gift med en friherrinna Palbitzki vars mor var en Khewenhüller. Deras enda dotter, Eva, gifte sig Lagermarck. Hennes bror Johan Adam var överste för Drottningens livregemente till fot i Stralsund och avled ogift. Deras bror Nils var överste i hessisk tjänst och gift första gången med en friherrinna Bonde och andra gången med en Hård af Segerstad. En dotter i första äktenskapet gifte sig Drake af Hagelsrum, men ingen förde ätten vidare på överste Nils von Ungern-Sternbergs gren.
Hans äldre bror Mattias Alexander von Ungern-Sternberg till Äs i Julita socken var lantmarskalk, fältmarskalk och generalmönsterherre för hela armén. Hans hustru var grevinnan Beata Sophia Mörner af Morlanda vars mor var en Bonde. Äldste sonen Carl Alexander var minister plenipotentiaire vid danska hovet, men ogift. Hans syster Christina Beata gifte sig Wattrang. Ätten fortlevde med yngste sonen, majoren Fredrik von Ungern-Sternberg, som gifte sig med friherrinnan Ulrica Eleonora Fleetwood (släkten Fleetwood) vars mor var en Stralenberg. De fick en son, Mattias Alexander von Ungern-Sternberg d.y. gift med en friherrinna De Geer af Finspång vars mor var en grevinna Stackelberg. Två döttrar gifte sig von Post, en Palbitzki, och en von Ylen och Nisbeth. Ätten slöts på svärdssidan i Sverige med Mattias Alexander von Ungern-Sternberg d.y. år 1826.
Efter första världskriget inflyttade ett par ur den estländska grenen till Sverige, men den är numera utgången.

## Personer ur ätten
- Mattias Alexander von Ungern-Sternberg, lantmarskalk i svenska ståndsriksdagen (1742, 1746)
- Erich von Ungern-Sternberg (1910 - 1989), finländsk arkitekt
- Roman Ungern von Sternberg (1886 - 1921), tsarrysk krigsherre under ryska inbördeskriget.